# Monolene maculipinna
Monolene maculipinna är en fiskart som beskrevs av Garman, 1899. Monolene maculipinna ingår i släktet Monolene och familjen tungevarsfiskar. IUCN kategoriserar arten globalt som livskraftig. Inga underarter finns listade i Catalogue of Life.